# Igor Mirčeta
Igor Mirčeta (Sebenico, 12 dicembre 1986) è un calciatore e giocatore di calcio a 5 serbo, centrocampista del Furuset ed universale del Veitvet.

## Caratteristiche tecniche
È un centrocampista d'attitudine offensiva.

## Carriera

### Club

#### Gli inizi
Cresciuto nelle giovanili del Rad Belgrado, a gennaio 2006 è passato agli austriaci del FavAC, compagine militante in Wiener Stadtliga. Ha esordito in squadra il 12 marzo, schierato titolare nella vittoria per 0-3 sul campo dell'Admira Landhaus, partita in cui ha trovato anche la prima rete con la nuova maglia. È rimasto in squadra fino al termine della stagione, totalizzando 12 presenze ed una rete.

#### Il ritorno nei Balcani
Nel 2006, Mirčeta ha fatto ritorno in Serbia per giocare nell'Obilić, squadra partecipante alla Prva Liga, seconda divisione del neonato campionato serbo. A gennaio 2007 si è trasferito al Radnički Pirot, dov'è rimasto sino al termine dell'annata. In vista del campionato seguente, è stato messo sotto contratto dai bosniaci dello Žepče. La squadra ha chiuso la stagione all'ultimo posto in classifica, retrocedendo in Prva liga.

#### Ungheria e Grecia
Nel 2008, Mirčeta è passato allo Zalaegerszegi, formazione ungherese della Nemzeti Bajnokság I. A gennaio 2009 si è trasferito ai greci del Kalamata, in Beta Ethniki. Passato poi al Kastoria in Gamma Ethniki, si è accordato con il Platanias a gennaio 2010.
Ha contribuito alla promozione in Football League – nuovo nome della Beta Ethniki – del campionato 2010-2011, a cui ne è seguita un'altra nel 2011-2012, che ha proiettato il Platanias nella Souper Ligka Ellada.
Il 25 agosto 2012 ha così effettuato il proprio esordio nella massima divisione greca, subentrando ad Ilias Anastasakos nel pareggio per 0-0 in casa del PAS Giannina. Ha disputato 21 partite di campionato nel corso di quella stagione, che il Platanias ha concluso al 9º posto. La società ha affrontato alcuni problemi economici e non ha pagato con regolarità gli stipendi ai suoi calciatori, Mirčeta incluso.
A maggio e a luglio 2013, è stato in prova ai norvegesi dello Stabæk, senza firmare alcun contratto. Successivamente è passato così all'Acharnaïkos, in Football League. Ha debuttato con questa maglia il 29 settembre, nella sconfitta interna per 0-1 contro il Panegialios. Il 3 novembre ha trovato l'unica rete in squadra, nella vittoria per 2-1 sul Glyfada. È rimasto in squadra fino al mese di gennaio 2014.

#### Strømmen
In vista del campionato 2014, i norvegesi dello Strømmen hanno messo Mirčeta sotto contratto. Ha esordito in 1. divisjon in data 21 aprile, schierato titolare nella sconfitta per 4-0 maturata sul campo del Mjøndalen. Il 16 maggio ha trovato la prima rete con questa maglia, con cui ha contribuito alla vittoria per 0-2 in casa dell'Alta. Ha totalizzato 28 presenze e 3 reti nel corso di quella stagione, con lo Strømmen che ha chiuso l'annata al 10º posto in campionato. Il 9 gennaio 2015, la società ha reso noto che Mirčeta non avrebbe fatto parte della rosa per la nuova stagione.

#### La fase successiva della carriera
Nel 2017, Mirčeta si è trasferito al Veitvet, compagine norvegese militante in 5. divisjon e per cui ha giocato anche con la sezione riservata al calcio a 5.

## Statistiche

### Presenze e reti nei club
Statistiche aggiornate al 19 settembre 2017.
| Stagione         | Club             | Campionato       | Campionato | Campionato | Coppe nazionali | Coppe nazionali | Coppe nazionali | Coppe continentali | Coppe continentali | Coppe continentali | Supercoppe | Supercoppe | Supercoppe | Totale | Totale |
| Stagione         | Club             | Comp             | Pres       | Reti       | Comp            | Pres            | Reti            | Comp               | Pres               | Reti               | Comp       | Pres       | Reti       | Pres   | Reti   |
| ---------------- | ---------------- | ---------------- | ---------- | ---------- | --------------- | --------------- | --------------- | ------------------ | ------------------ | ------------------ | ---------- | ---------- | ---------- | ------ | ------ |
| gen.-giu. 2006   | FavAC            | WS               | 12         | 1          | -               | -               | -               | -                  | -                  | -                  | -          | -          | -          | 12     | 1      |
| 2006-gen. 2007   | Obilić           | 1L               | ?          | ?          | CS              | ?               | ?               | -                  | -                  | -                  | -          | -          | -          | ?      | ?      |
| gen.-lug. 2007   | Radnički Pirot   | 1L               | ?          | ?          | CS              | ?               | ?               | -                  | -                  | -                  | -          | -          | -          | ?      | ?      |
| 2007-2008        | Žepče            | PL               | ?          | ?          | CBE             | ?               | ?               | -                  | -                  | -                  | -          | -          | -          | ?      | ?      |
| 2008-gen. 2009   | Zalaegerszegi    | NB 1             | ?          | ?          | CU+CdL          | ?               | ?               | -                  | -                  | -                  | -          | -          | -          | ?      | ?      |
| gen.-giu. 2009   | Kalamata         | BE               | ?          | ?          | CG              | -               | -               | -                  | -                  | -                  | -          | -          | -          | ?      | ?      |
| 2009-gen. 2010   | Kastoria         | GE               | ?          | ?          | CG              | ?               | ?               | -                  | -                  | -                  | -          | -          | -          | ?      | ?      |
| gen.-giu. 2010   | Platanias        | GE               | ?          | ?          | CG              | -               | -               | -                  | -                  | -                  | -          | -          | -          | ?      | ?      |
| 2010-2011        | Platanias        | FL2              | ?          | ?          | CG              | ?               | ?               | -                  | -                  | -                  | -          | -          | -          | ?      | ?      |
| 2011-2012        | Platanias        | FL               | 34         | 7          | CG              | 1               | 0               | -                  | -                  | -                  | -          | -          | -          | 35     | 7      |
| 2012-2013        | Platanias        | SL               | 21         | 0          | CG              | 5               | 2               | -                  | -                  | -                  | -          | -          | -          | 26     | 2      |
| Totale Platanias | Totale Platanias | Totale Platanias | 55+        | 7+         |                 | 6+              | 2+              |                    | -                  | -                  |            | -          | -          | 61+    | 9+     |
| 2013-gen. 2014   | Acharnaïkos      | FL               | 12         | 1          | CG              | 1               | 0               | -                  | -                  | -                  | -          | -          | -          | 13     | 1      |
| 2014             | Strømmen         | 1D               | 25         | 3          | CN              | 3               | 0               | -                  | -                  | -                  | -          | -          | -          | 28     | 3      |
| 2017             | Veitvet          | 5D               | ?          | ?          | -               | -               | -               | -                  | -                  | -                  | -          | -          | -          | ?      | ?      |
| Totale           | Totale           | Totale           | ?          | ?          |                 | ?               | ?               |                    | -                  | -                  |            | -          | -          | ?      | ?      |